# Abborrtjärnet (Glava socken, Värmland)
Abborrtjärnet är en sjö i Arvika kommun i Värmland och ingår i Göta älvs huvudavrinningsområde.